# Niyi Adeolokun

a Compétitions nationales et continentales officielles uniquement.

b Matchs officiels uniquement.
Dernière mise à jour le 2 juin 2024.
Niyi Adeolokun, né le 3 novembre 1990 à Ibadan (Nigeria), un joueur nigérian et international irlandais de rugby à XV et à sept, jouant au poste d'ailier.
Il intègre les sélections jeunes du Leinster avant de se voir refuser un accès au rugby professionnel. Il continue alors le rugby avec le Dublin University FC en championnat d'Irlande de rugby à XV, équipe avec laquelle il joue également au rugby à sept. En 2014, il est repéré par le Connacht avec qui il devient professionnel et où il remporte le Pro12 en 2016. En 2022, il s'engage avec les Bristol Bears, où il termine sa carrière deux ans plus tard en 2022.

## Biographie

### Jeunesse et formation
Niyi Adeolokun est né le 3 novembre 1990 à Ibadan au Nigeria. En 2001, lui et sa famille déménagent en Irlande, dans la capitale du pays, Dublin. Niyi Adeolokun joue alors différents sports : le football gaélique et le football, où il joue jusqu'en moins de 20 ans dans les équipes jeunes du Shelbourne FC, second club le plus titré du championnat d'Irlande. Il joue également au rugby à XV au Collège de La Salle à partir de 2003.

### Parcours amateur puis semi-professionnel
En 2008, cinq ans après avoir commencé le rugby, il intègre l'équipe des moins de 19 de la province du Leinster, mais il ne reste que le temps d'une préparation estivale. Il rejoint alors l'équipe de rugby du Trinity College, le Dublin University FC avec qui il joue quatre saisons. Il joue également au rugby à sept avec cette équipe et remporte consécutivement deux titres de champion d'Irlande en 2011 et 2012.

### Arrivée au Connacht (2014-2020)
Repéré par le Connacht, il est appelé en 2014 pour faire un match face aux Russes de l'Enisey-STM avec l'équipe réserve, les Connacht Eagles. Auteur d'une bonne performance, Niyi Adeolokun se voit proposer un contrat professionnel avec la province de Galway. Il joue son premier match en professionnel lors de la première journée du Pro12 2014-2015 contre les Newport Gwent Dragons et inscrit son premier essai quelques semaines plus tard en Challenge européen contre le Stade rochelais. En novembre 2014, il prolonge son contrat jusqu'en 2017.
Au cours de la saison suivante, le Connacht remporte son premier titre en Pro12 en battant en finale le Leinster (20 à 10) grâce, entre autres, à un essai de Niyi Adeolokun. Il a également inscrit un essai en demi-finale face aux Glasgow Warriors et inscrit six essais dans la compétition. 
En septembre 2016, il prolonge son contrat qui arrivait à expiration à la fin de la saison, il est alors lié au Connacht jusqu'en 2019. Auteur d'un bon début de saison 2016-2017 avec quatre essais marqués en huit matchs de Pro12, il est appelé par Joe Schmidt avec le XV du Trèfle en novembre 2016. Il obtient sa première cape avec l'Irlande quand il entre en jeu à la 67e minute à la place de Craig Gilroy, contre le Canada.

### Fin de carrière avec les Bristol Bears (2020-2022)
En août 2020, Niyi Adeolokun rejoint les Bristol Bears, signant un contrat à court terme jusqu'à la fin de la saison 2019-2020.
Il prolonge ensuite son contrat d'un an pour la saison 2020-2021,.
Il quitte ensuite le club anglais à la fin de la saison 2021-2022.

## Palmarès
- Connacht
  - Vainqueur du Pro12 en 2016